# Lâm Phụng Kiều
Lâm Phụng Kiều (chữ Hán: 林鳳嬌; bính âm: Lín Fèngjiāo; tiếng Anh: Joan Lin) (sinh 30 tháng 6 năm 1953) là một nữ diễn viên người Đài Loan đã giải nghệ và là vợ của siêu sao phim võ thuật Thành Long. Năm 1979 (26 tuổi), bà trở thành Ảnh Hậu Kim Mã với vai chính trong phim Tiểu thành cố sự (小城故事).
Cô bỏ học từ năm 12 tuổi do gia đình nghèo đói. Năm 1972, ở tuổi 19, cô tham gia đóng phim đầu tiên Triều Châu Nộ Hán (潮州怒漢), một bộ phim kung fu. Rất nhiều bộ phim cô đóng được dựa trên tiểu thuyết của Quỳnh Dao. Lâm Phụng Kiều đã đóng hơn 70 phim trong sự nghiệp 10 năm của mình. Cùng với Tần Tường Lâm, Tần Hán và Lâm Thanh Hà, họ là những tên tuổi nổi bật nhất ngành công nghiệp điện ảnh HongKong và Đài Loan những năm 1970. Được gọi là "Song Lâm Song Tần", họ được biết đến với nhiều hit phòng vé thời kỳ đó.
Cô gặp Thành Long năm 1981 và họ cưới nhau tại Los Angeles năm 1982. Đứa con duy nhất, Phòng Tổ Danh (giờ là diễn viên và ca sĩ), sinh sau khi họ kết hôn. Lâm Phụng Kiều từ giã sự nghiệp điện ảnh từ đó.